# Козинський Євген Лаврентійович
Козинський Євген Лаврентійович (нар. 3 березня 1931—2006) — радянський і український кінооператор.

## Життєпис
Народився 1931 р. у с. Обжиле Одеської обл. в родині службовців.
Закінчив Всесоюзний державний інститут кінематографії (1972).
З 1972 р. — оператор Одеської кіностудії.
Був членом Національної спілки кінематографістів України.
Пішов з життя в липні 2006 року.

## Фільмографія
Зняв стрічки:
- «Ніколи» (1962, 2-й оператор)
- «Повість про чекіста» (1969, 2-й оператор)
- «Синє небо» (1971, 2-й оператор)
- «За твою долю» (1972, 2-й оператор)
- «Кожен день життя» (1973)
- «Блакитний патруль» (1974, т/ф, у співавт. з М. Луканьовим)
- «Відпустка, яка не відбулася» (1976, у співавт. з М. Луканьовим)
- «Син чемпіона» (1978)
- «Незакінчений урок» (1980, т/ф, 2 с, у співавт. з Ф. Сильченком)
- «Я — Хортиця» (1981)
- «Весільний подарунок» (1982) та ін.